# Charlotte van Mecklenburg-Strelitz
Sophia Charlotte van Mecklenburg-Strelitz (Mirow, Mecklenburg-Strelitz, 19 mei 1744 — Kew Palace, Verenigd Koninkrijk, 17 november 1818), hertogin van Mecklenburg, was door haar huwelijk met koning George III van het Verenigd Koninkrijk koningin van het Verenigd Koninkrijk van Groot-Brittannië en Ierland.
Ze was een beschermvrouwe van onder andere Johann Christian Bach en Wolfgang Amadeus Mozart. Ze was daarnaast amateur-plantkundige en mede-oprichter van de Kew Gardens in Londen. Koning George III en koningin Charlotte kregen vijftien kinderen van wie er dertien een volwassen leeftijd behaalden.

## Vroege leven
Sophia Charlotte was de jongste dochter van hertog Karel Lodewijk Frederik van Mecklenburg-Strelitz, prins van Mirow (1708-1752) en diens vrouw prinses Elisabeth Albertina van Saksen-Hildburghausen, hertogin in Saksen (1713-1761). Ze was een kleindochter van hertog Adolf Frederik II van Mecklenburg-Strelitz en diens derde vrouw Christina Emilia Antonia van Schwarzburg-Sonderhausen. Haar vaders oudere halfbroer regeerde over Mecklenburg-Strelitz van 1708 tot 1752 als Adolf Frederik III. Broers van Sophia Charlotte waren hertog Adolf Frederik IV en hertog Karel II.
Voor een vrouw die trouwde met de monarch van een van de meest gezaghebbende landen van de wereld in die tijd, was haar koninklijke afkomst ver te zoeken. Al haar voorouders waren slechts prinsen, hertogen en graven. De enige - verre - voorouders met een koningstitel waren koning Gustaaf I van Zweden en koning Frederik I van Denemarken.

## Huwelijk
Charlottes broer hertog Adolf Frederik IV (regering 1752-1794) en haar moeder probeerden een goede huwelijkspartij voor de jonge prinses Charlotte te vinden. Op zeventienjarige leeftijd werd zij uitverkoren om de vrouw van de jonge koning George III van het Verenigd Koninkrijk te worden. Zij was echter niet zijn eerste keuze; George had al meerdere keren belangstelling getoond voor andere jonge vrouwen. Deze werden geen van allen goed bevonden door de moeder van George, de douairière-prinses Augusta van Wales en haar politieke adviseurs. Er gingen geruchten dat George was getrouwd met Hannah Lightfoot, een Quakervrouw, maar hiervoor is onvoldoende bewijs gevonden.

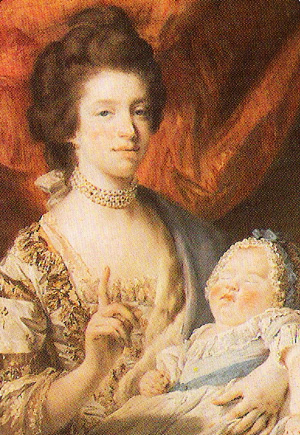
Koningin Charlotte met haar oudste dochter, prinses Charlotte.

Prinses Charlotte werd naar Cuxhaven in Noord-Duitsland gebracht waar Britse schepen en oorlogsschepen lagen te wachten onder bevel van admiraal George Anson, eerste baron van Anson. Het schip dat Charlotte naar Groot-Brittannië bracht was de HMY Royal Caroline dat speciaal voor deze gelegenheid werd omgedoopt in de HMY Royal Charlotte. Bij aankomst in Engeland reisde Charlotte naar Londen waar het koppel in het huwelijk trad in de Koninklijke Kapel van het St. James's Palace op 8 september 1761. Haar schoonmoeder ontving haar niet met open armen en ook nadien heerste er enige spanning tussen de twee. Mogelijk kon douairière-prinses Augusta niet accepteren dat zij niet de enige vrouw meer was in het leven van koning George III.

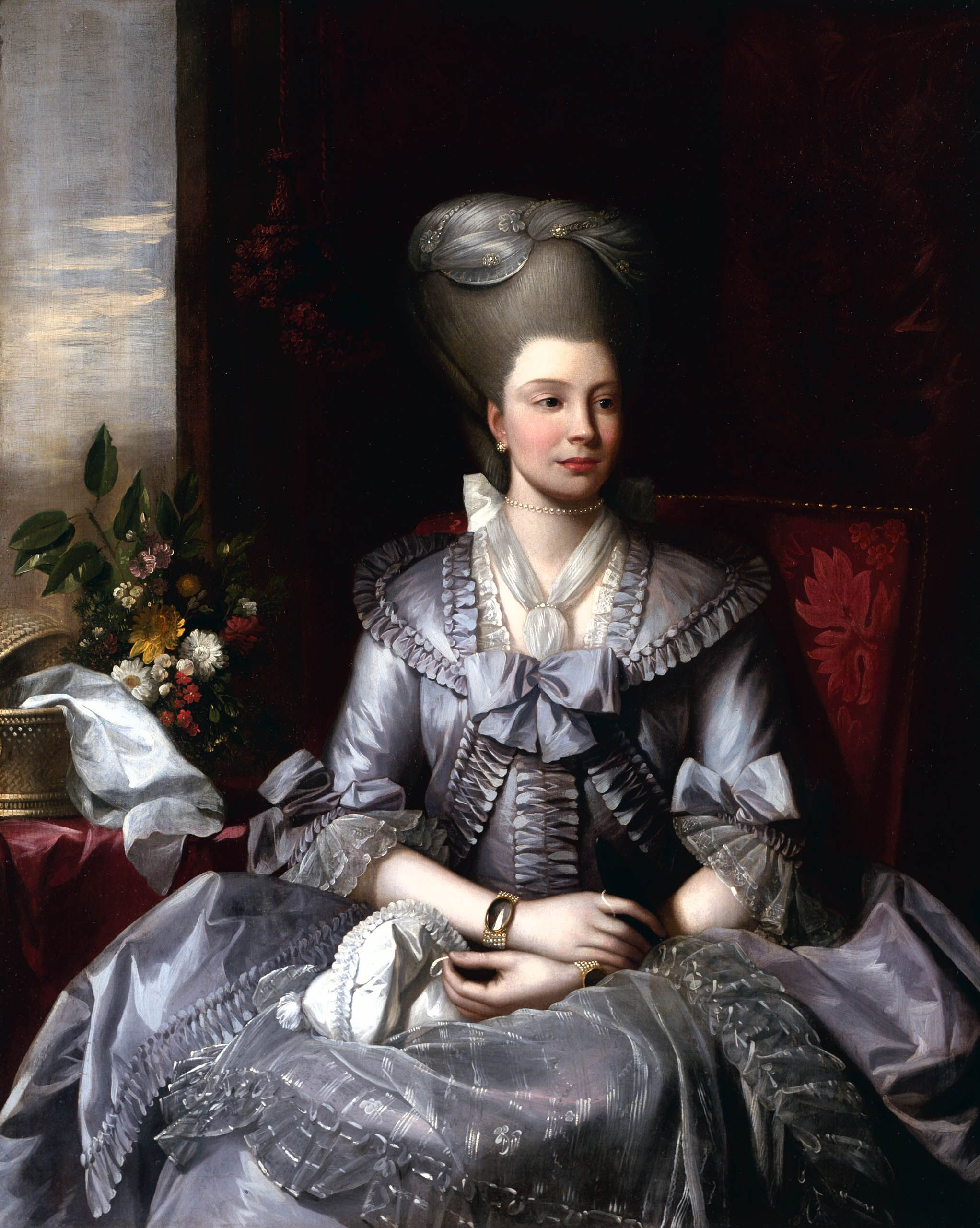
Koningin Charlotte

Ondanks het feit dat Charlotte niet de eerste keus was van koning George III en ondanks de niet-hartelijke ontvangst door haar schoonmoeder, was hun huwelijk zeer gelukkig en de koning was haar, naar wat er bekend is, nooit ontrouw. Uit het huwelijk werden vijftien kinderen geboren waarvan er twee (prins Octavius en prins Alfred) overleden op jonge leeftijd. Naarmate de tijd verstreek, kreeg Charlotte aanzienlijke macht binnen het rijk.

## Interesses en beschermvrouwe
Koningin Charlotte had grote belangstelling voor de beeldende kunsten en ze ondersteunde mensen zoals de componist Johann Christian Bach (die toen nog muziekdocent was). Ook Wolfgang Amadeus Mozart (toen slechts acht) was haar zeer toegewijd en schreef 'Opus 3' op haar verzoek. De koningin was ook de oprichter van weeshuizen en een ziekenhuis voor zwangere vrouwen.
In 2004 werd door de Queen's Gallery in Buckingham Palace een tentoonstelling gehouden over de kunstverzameling van koning George en koningin Charlotte; een verzameling die in vergelijking met die van de vroegere vorsten uit het Huis Hannover relatief klein was. De verzameling van de vader van de koning, kroonprins Frederik, was groter en avontuurlijker. De koningin was ook een goed opgeleide amateur-botanica en werkte mee aan de totstandkoming van de Kew Gardens. Haar interesse in botanie leidde tot de vernoeming van de prachtige Zuid-Afrikaanse bloem, de Bird of Paradise, in Strelitzia reginae.
De koningin had zeer veel interesse in de opvoeding en opleiding van vrouwen en ze zag er op toe dat haar dochters beter werden opgeleid dan gebruikelijk was voor jonge vrouwen uit die tijd. In schril contrast daarmee gaf ze haar dochters slechts beperkte vrijheid, hield zij ze dicht bij zich en weigerde hen lange tijd te laten trouwen.

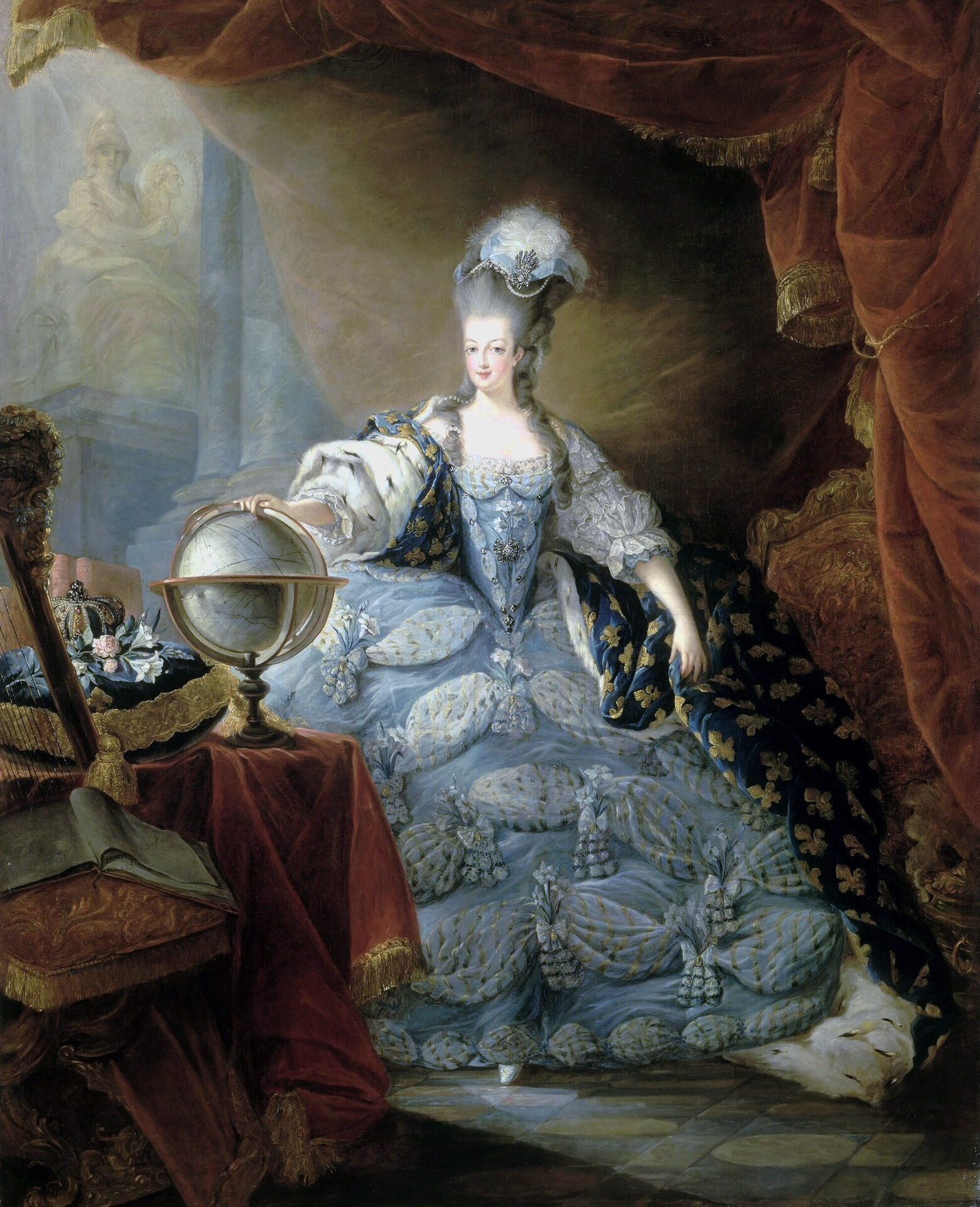
Marie Antoinette koningin van Frankrijk, een vriendin van Charlotte

## Relatie met koningin Marie Antoinette van Frankrijk
Koningin Charlotte en koningin Marie Antoinette van Frankrijk, de echtgenote van koning Lodewijk XVI van Frankrijk, onderhielden een goede vriendschap. Ook al was koningin Charlotte elf jaar ouder dan de koningin van Frankrijk, ze deelden veel interesses, zoals hun liefde voor muziek en kunst, waarin ze beiden enthousiast een belang namen. Charlotte en Marie Antoinette hadden elkaar nooit in het echt ontmoet maar onderhielden goed contact via het schrijven van brieven. Marie Antoinette nam de koningin van Groot-Brittannië bij het uitbreken van de Franse Revolutie in 1789 in vertrouwen. Er werd gezegd dat Charlotte appartementen had laten klaarmaken voor de aankomst van de Franse koninklijke familie die uit Frankrijk gevlucht zou zijn. Toen bleek dat Marie Antoinette op 16 oktober 1793 vermoord was, was koningin Charlotte geschokt en overweldigd dat zoiets kon gebeuren met een koningin in een koninkrijk, nog wel zo dicht in de buurt van Groot-Brittannië. Koning George verlaagde de Britse belasting om een dergelijke revolutie in Groot-Brittannië te voorkomen.

## De ziekte van haar man
Na het uitbreken van zijn waanzin (tegenwoordig staat de ziekte van George bekend als porfyrie), werd George III onder de zorg geplaatst van zijn vrouw, die het niet kon opbrengen om hem vaak te bezoeken, vanwege zijn grillige gedrag en snelle en vaak voorkomende gewelddadige reacties. Ondanks dat bleef Charlotte haar man trouw en steunde ze hem. Terwijl haar zoon, George IV van het Verenigd Koninkrijk, de koninklijke macht in handen had, was koningin Charlotte de wettelijke voogd van haar man van 1811 tot aan haar overlijden in 1818. De laatste vijf jaren van haar leven had ze zeer weinig contact met haar man.
De koningin stierf in de aanwezigheid van haar oudste zoon. Ze overleed in Dutch House in Surrey (nu beter bekend als Kew Palace). Ze werd bijgezet in de St George's Chapel te Windsor Castle. Haar man stierf een jaar later. Ze was koningin-gemalin sinds hun huwelijk op 8 september 1761 tot haar dood op 17 november 1818. In totaal waren dat 57 jaren en 70 dagen. Na Philip Mountbatten (1921-2021), de echtgenoot van Elizabeth II van het Verenigd Koninkrijk en hertog van Edinburgh, is koningin Charlotte de op een na langstzittende gemaal van een monarch in de Britse geschiedenis.

## Kinderen
Uit het huwelijk werden de volgende kinderen geboren:
- George (12 augustus 1762 - 26 juni 1830), was van 1811-1820 regent voor zijn vader George III en van 1820-1830 als George IV koning van Engeland; hij huwde met prinses Caroline van Brunswijk.
- Frederik (16 augustus 1763 - 5 januari 1827), huwde met zijn nicht Frederika van Pruisen dochter van Frederik Willem II van Pruisen.
- Willem (21 augustus 1765 - 20 juni 1837), was van 1830-1837, als opvolger van zijn broer George, koning van Engeland; hij huwde met Adelheid van Saksen-Meiningen.
- Charlotte (29 september 1766 - 5 oktober 1828), gehuwd met Frederik I van Württemberg.
- Eduard (2 november 1767 - 23 januari 1820), was gehuwd met Victoria van Saksen-Coburg-Saalfeld.
- Augusta (8 november 1768 - 22 september 1840).
- Elizabeth (22 mei 1770 - 10 januari 1840), huwde met Frederik VI van Hessen-Homburg.
- Ernst August (5 juni 1771 - 18 november 1851), huwde met Frederika van Mecklenburg-Strelitz.
- Augustus (27 januari 1773 - 21 april 1843), gehuwd met Augusta Murray en met hertogin Cecilia Laetitia Underwood.
- Adolf (24 februari 1774 - 8 juli 1850), huwde met Augusta van Hessen-Kassel.
- Maria (25 april 1776 - 30 april 1857), gehuwd met Willem Frederik van Gloucester.
- Sophia Mathilde (2 november 1777 - 27 mei 1848), had mogelijk een geheime relatie met generaal Thomas Garth.
- Octavius (23 februari 1779 - 3 mei 1783).
- Alfred (22 september 1780 - 20 augustus 1782).
- Amalia (7 augustus 1783 - 2 november 1810).

Naar Koningin Charlotte zijn de volgende personen genoemd:
- Prinses Charlotte Augusta van Wales, kleindochter.
- Prinses Charlotte van België, dochter van Charlotte Augusta's weduwnaar koning Leopold.
- Prinses Josephine Charlotte van België, groothertogin van Luxemburg.
- Prinses Charlotte van Wales, dochter van kroonprins William.

Naar koningin Charlotte zijn de volgende plaatsen vernoemd:
- Charlotte, de grootste stad van Mecklenburg County, North Carolina (VS).
- Charlottetown, hoofdstad van Prince Edward Island (Canada).
- Charlottesville in Virginia (VS).
- Koningin Charlotte-eilanden, Brits-Columbia, Canada.

## Voorouders
| Kwartierstaat van Charlotte van Mecklenburg-Strelitz | Kwartierstaat van Charlotte van Mecklenburg-Strelitz                                                                          | Kwartierstaat van Charlotte van Mecklenburg-Strelitz                                                                          | Kwartierstaat van Charlotte van Mecklenburg-Strelitz                                                                          | Kwartierstaat van Charlotte van Mecklenburg-Strelitz                                                                          | Kwartierstaat van Charlotte van Mecklenburg-Strelitz                                                                      | Kwartierstaat van Charlotte van Mecklenburg-Strelitz                                                                      | Kwartierstaat van Charlotte van Mecklenburg-Strelitz                                                                      | Kwartierstaat van Charlotte van Mecklenburg-Strelitz                                                                      |
| ---------------------------------------------------- | --- | --- | --- | --- | --- | --- | --- | --- |
| Overgrootouders                                      | Adolf Frederik I van Mecklenburg-Schwerin (1588-1658) ∞ Maria Catharina van Brunswijk-Dannenberg (1616-1665)                  | Adolf Frederik I van Mecklenburg-Schwerin (1588-1658) ∞ Maria Catharina van Brunswijk-Dannenberg (1616-1665)                  | Christiaan Willem van Schwarzburg-Sondershausen (1647-1721) ∞ Antonie Sybille van Barby-Mühlingen (1641–1684)                 | Christiaan Willem van Schwarzburg-Sondershausen (1647-1721) ∞ Antonie Sybille van Barby-Mühlingen (1641–1684)                 | Ernst van Saksen-Hildburghausen (1655-1715) ∞ Sophia Henriette van Waldeck (1662-1702)                                    | Ernst van Saksen-Hildburghausen (1655-1715) ∞ Sophia Henriette van Waldeck (1662-1702)                                    | George Louis I van Erbach-Erbach (1643-1693) ∞ Amalie Katharina van Waldeck-Eisenberg (1640–1697)                         | George Louis I van Erbach-Erbach (1643-1693) ∞ Amalie Katharina van Waldeck-Eisenberg (1640–1697)                         |
| Grootouders                                          | Hertog Adolf Frederik II van Mecklenburg-Strelitz (1658-1708) ∞ 1705 Prinses Emilia van Schwarzburg-Sondershausen (1798-1860) | Hertog Adolf Frederik II van Mecklenburg-Strelitz (1658-1708) ∞ 1705 Prinses Emilia van Schwarzburg-Sondershausen (1798-1860) | Hertog Adolf Frederik II van Mecklenburg-Strelitz (1658-1708) ∞ 1705 Prinses Emilia van Schwarzburg-Sondershausen (1798-1860) | Hertog Adolf Frederik II van Mecklenburg-Strelitz (1658-1708) ∞ 1705 Prinses Emilia van Schwarzburg-Sondershausen (1798-1860) | Hertog Ernst Frederik I van Saksen-Hildburghausen (1681-1724) ∞ 1704 Gravin Sofia Albertine van Erbach-Erbach (1683-1742) | Hertog Ernst Frederik I van Saksen-Hildburghausen (1681-1724) ∞ 1704 Gravin Sofia Albertine van Erbach-Erbach (1683-1742) | Hertog Ernst Frederik I van Saksen-Hildburghausen (1681-1724) ∞ 1704 Gravin Sofia Albertine van Erbach-Erbach (1683-1742) | Hertog Ernst Frederik I van Saksen-Hildburghausen (1681-1724) ∞ 1704 Gravin Sofia Albertine van Erbach-Erbach (1683-1742) |
| Ouders                                               | Prins Karel van Mecklenburg-Strelitz (1708-1752) ∞ 1735 Prinses Elisabeth Albertine van Saksen-Hildburghausen (1713-1761)     | Prins Karel van Mecklenburg-Strelitz (1708-1752) ∞ 1735 Prinses Elisabeth Albertine van Saksen-Hildburghausen (1713-1761)     | Prins Karel van Mecklenburg-Strelitz (1708-1752) ∞ 1735 Prinses Elisabeth Albertine van Saksen-Hildburghausen (1713-1761)     | Prins Karel van Mecklenburg-Strelitz (1708-1752) ∞ 1735 Prinses Elisabeth Albertine van Saksen-Hildburghausen (1713-1761)     | Prins Karel van Mecklenburg-Strelitz (1708-1752) ∞ 1735 Prinses Elisabeth Albertine van Saksen-Hildburghausen (1713-1761) | Prins Karel van Mecklenburg-Strelitz (1708-1752) ∞ 1735 Prinses Elisabeth Albertine van Saksen-Hildburghausen (1713-1761) | Prins Karel van Mecklenburg-Strelitz (1708-1752) ∞ 1735 Prinses Elisabeth Albertine van Saksen-Hildburghausen (1713-1761) | Prins Karel van Mecklenburg-Strelitz (1708-1752) ∞ 1735 Prinses Elisabeth Albertine van Saksen-Hildburghausen (1713-1761) |